# Feigenpirole
Die Feigenpirole (Sphecotheres) sind eine Gattung der Pirole (Oriolidae) innerhalb der Singvögel (Passeri) mit drei Arten. Sie sind im Norden und Osten Australiens, im südlichen Neuguinea und auf den Kleinen Sundainseln in Wäldern und Buschland verbreitet.

## Beschreibung

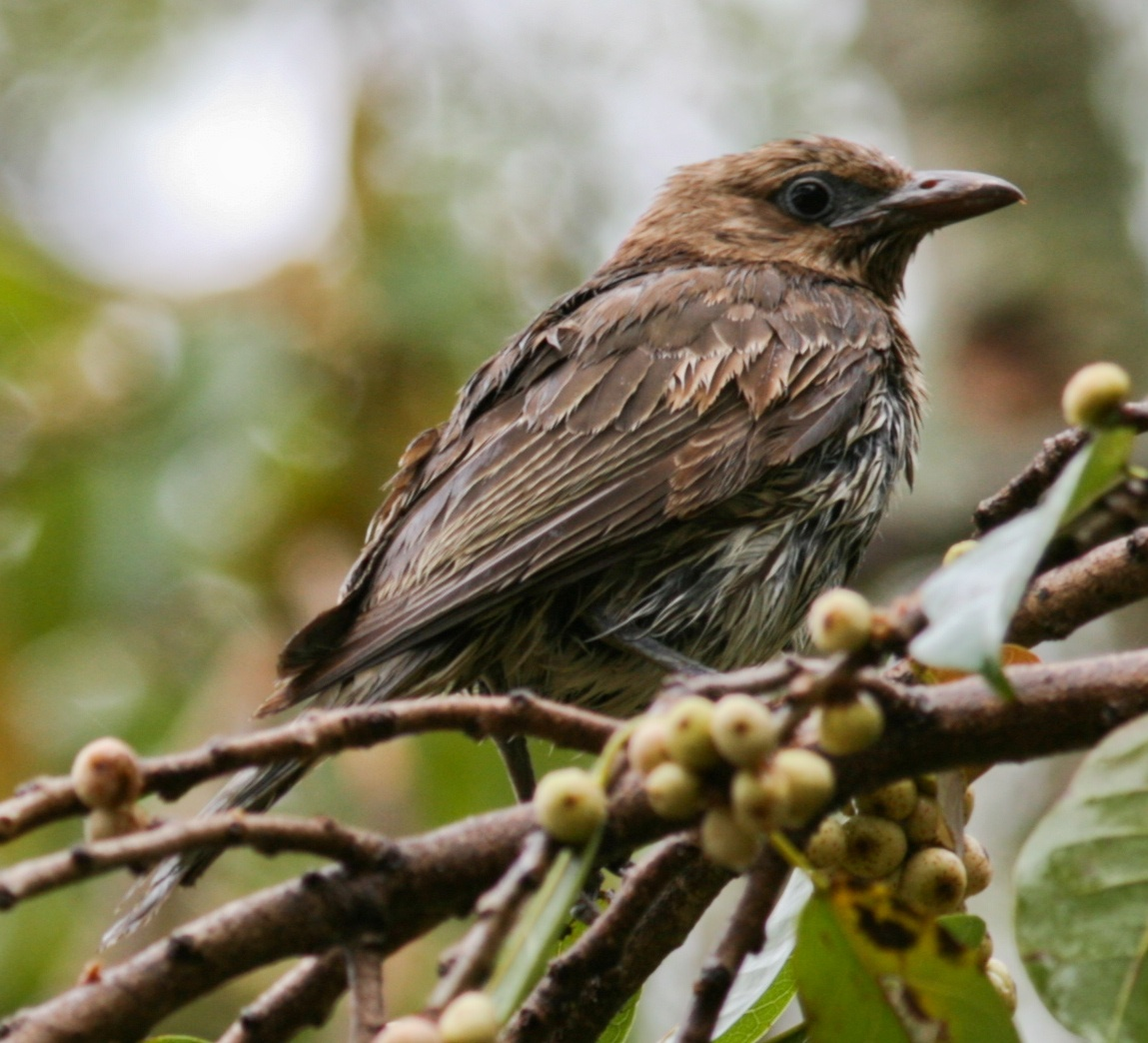
Australischer Feigenpirol (Specotheres vieilloti), Weibchen

Feigenpirole verfügen über einen ausgeprägten Sexualdimorphismus: Männchen sind recht bunt gefärbt, während die Weibchen mit einem schlichteren Federkleid versehen sind. Alleinstellungsmerkmal der Gattung ist ein Streifen nackter Haut rund um die Augen bei beiden Geschlechtern. Der robuste Schnabel ist dick und gerade, aber oben konvex; an der Basis ist er kahl.

## Lebensweise
Feigenpirole ernähren sich allgemein mehr von pflanzlicher Nahrung als andere Pirole, größtenteils – wie der deutsche Trivialname schon sagt – von Feigen. Aber auch Insekten werden gefressen. 
Sie sind recht gesellig und brüten in kleinen, losen Kolonien, wie zumindest beim Australischen Feigenpirol erwiesen ist.

## Systematik und Etymologie
Die Gattung Sphecotheres wurde 1816 durch Louis Pierre Vieillot eingeführt.
Der lateinische Gattungsname leitet sich ab von griechisch sphex „Wespe“ und -thēras „Jäger“, bedeutet also „Wespenjäger“.

### Synonyme
Der Gattungsname hat im Laufe der Zeit mehrere Synonyme erhalten:
- Sphecotera Vieillot, 1816
- Sphecothera Stephens, 1817
- Sphecoteres Vieillot, 1818
- Sphecotheras Nitzsch, 1840
- Sphecotis Hartlaub, 1846
- Picnoramphus Rosenberg, 1866
- Picnorhamphus Rosenberg, 1867
- Specotera Giebel, 1877

### Arten
Die Gattung umfasst nach heutigen Stand drei Arten:
- Wetarfeigenpirol (Sphecotheres hypoleucus Finsch, 1898)
- Australischer Feigenpirol (Sphecotheres vieilloti Vigors & Horsfield, 1827)
- Feigenpirol (Sphecotheres viridis Vieillot, 1816)

Die deutschen Namen der Arten entstammen Avibase.

## Gefährdung
Alle drei Arten der Gattung werden in der Rote Listen gefährdeter Arten der IUCN als nicht gefährdet (Least Concern) gelistet. Die Populationsgröße ist beim Wetarfeigenpirol und beim Australischen Feigenpirol stabil, beim Feigenpirol sinken die Bestände jedoch.
Die Hauptbedrohungen liegen in der Abholzung von Wäldern und in der intensiven Landwirtschaft.